# Ligidium watanabei
Ligidium watanabei is een pissebed uit de familie Ligiidae. De wetenschappelijke naam van de soort is voor het eerst geldig gepubliceerd in 2002 door Nunomura.